# カーヌーン (イスラーム法)
カーヌーン（アラビア語: قانون; qānūn, kānūn）とはシャリーアを補完するために為政者が制定した世俗法である。諸地域の慣習法を表す「アーダー」('āda) や「ウルフ」('urf) と同義。オスマン帝国では、アラブ・トルコの伝統やスルタンの勅令を集約し発展させたカーヌーン＝ナーメが、成文化された形で運用されていた。

## 概要
シャリーアが神の法に相当するのに対し、カーヌーンは人間の法に相当しその内容は人間によって制定や改訂が行える。すなわち現代の欧米法など議会などによって人間が立法した法体系は、シャリーアに対するカーヌーンに相当する。このため、「カーヌーン」と英語の "law" は同じ意味として扱われることが多く、実際にアラビア語への翻訳語として「カーヌーン」が当てられる。
イスラム法（シャリーア）によって統治されている国ではシャリーアが唯一の社会法規とされるいっぽう、カーヌーンが実用的な行政法の役割を果たしている。カーヌーンの内容がシャリーアに違反していれば重大な法規違反となるが、実際には、シャリーアを拡大解釈したようなさまざまな世俗的規定が設けられていた。例えばシャリーアでは利子を禁止しているが、暴利でなければ良いと拡大解釈して10%までの利子を認めていた。また、16世紀のオスマン帝国では、ズィンミーに対する飲酒規制が緩かった中、ムスリムについても、客として饗応されるぶんには飲酒が許されていた実態が確認されている。

## 語源
ギリシャ語由来のアラビア語の単語であり、当初は租税に関する用語であったが、のちに「世俗法」の意を持つようになった。またこの単語はペルシャ語やトルコ語にも伝播した。